# Otkinimo noćas zajedno
Otkinimo noćas zajedno je peti album grupe Zana. Album sadrži 9 pjesama, od kojih su hitovi Da li čuješ, da li osećaš (MESAM 1986) i Vejte snegovi. Album je objavljen 1987. godine. godine, u izdanju diskografske kuće PGP RTB.

## Zanimljivosti
Navijači Crvene zvezde otpjevali su najveći hit Vejte snijegova Za grb poginite.